# Голицыны
Голи́цыны (Светлейшие князья Голицыны, Голицыны — графы Остерманы, Голицыны-Прозоровские, Голицыны-Головкины) — русский княжеский род, Гедиминовичи, ветвь князей Патрикеевых.
Род внесён в Бархатную книгу. При подаче документов (17 марта 1682), для внесения рода в Бархатную книгу, была предоставлена совместная родословная роспись князей Голицыных и Куракиных.
Голицыны — один из самых многочисленных княжеских родов России, об их многочисленности ходили анекдоты.
В XVIII веке род разделился на четыре крупные ветви. Среди них встречались и богатейшие люди России (из числа Алексеевичей), и захудалые провинциальные помещики (из числа Васильевичей). При записи латиницей традиционно использовался акающий вариант фамилии: Galitzine.

## Происхождение рода
Род князей Голицыных происходит от великого князя литовского Гедимина. Внук Гедимина — князь звенигородский Патрикей, прибыв в Москву (1408), поступил на службу к великому князю Василию Дмитриевичу. Сын его — князь Юрий Патрикеевич, женат был на дочери великого князя Василия Дмитриевича и имел двух сыновей. Внук его — князь Иван Васильевич, прозванный Булгак, имел четырёх сыновей (см. Патрикеевы).
- Андрей Иванович Булгаков-Курака
- Дмитрий Иванович Булгаков
- Иван Мешка
- Михаил Иванович Булгаков-Голица, был боярином при великом князе Василии III
  - Юрий Михайлович Булгаков (Голицын) († 1561)
    - Василий Юрьевич Голицын († 1584), смоленский воевода
      - Василий Васильевич Голицын († 1619), умер в польском плену
      - Иван Васильевич Голицын
      - Андрей Васильевич Голицын († 19 (29) марта 1611), в 1610 году входил в состав «семибоярщины», убит в день московского восстания

    - Иван Юрьевич Голицын († 1583)
      - Андрей Иванович Голицын (Скуриха) († 1607)
        - Иван Андреевич Голицын
        - Андрей Андреевич Голицын († 22 сентября (2 октября) 1638)

От сыновей князя Андрея Андреевича род разделился на четыре ветви, из которых три существуют и сейчас. Князья Голицыны занимали видное место в истории России. Из рода происходило 22 боярина и 3 окольничих, фельдмаршалы и другие знатнейшие чины. При этом Голицыны входили в число 16 родов, представителей которых в XVII веке возводили в боярский чин прямо из стольников, минуя чин окольничего. Многие Голицыны были жалованы поместьями и вотчинами.
- Василий Андреевич Голицын († 1652) — ветвь Васильевичей
- Иван Андреевич Голицын († 1690) — ветвь Ивановичей (пресеклась 1751)
- Алексей Андреевич Голицын (1632—1694), первый казанский воевода — ветвь Алексеевичей (наиболее обширная и состоятельная)
- Михаил Андреевич Голицын (1639—1687) — ветвь Михайловичей (особенно заметна в XVIII веке)

Московский генерал-губернатор князь Дмитрий Владимирович получил (1841) титул светлости, став родоначальником ветви светлейших князей Голицыных. В 1863 году князь Мстислав Валерианович Голицын получил титул графа Остермана, став родоначальником рода князей Голицыных-Остерманов. В 1854 году князю Александру Фёдоровичу Голицыну и его потомству передан титул князя Прозоровского с правом писаться князем Голицыным-Прозоровским.
Род князей Голицыных внесён в V часть родословной книги Санкт-Петербургской, Московской, Тверской, Курской, Владимирской, Нижегородской, Рязанской, Смоленской, Тамбовской, Тульской и Черниговской губерний Российской империи.
Активная жизнь Голицыных, приходящаяся на XVII—XVIII вв., нередко была связана с Поволжьем и Казанью. Борис Алексеевич Голицын возглавлял Казанский приказ (1683—1713), то есть был фактически правителем Поволжья; Василий Васильевич Голицын участвовал в событиях (1610—1613), был одним из претендентов на российский трон (1613); позднее — князья, сенаторы, учёные, военные.
В Боярской книге записан московский дворянин Дмитрий Алексеевич Голицын, без титула князь (1636).

## Описание гербов

#### Герб. Часть I. № 2.
Щит горизонтально разделён на две равных части. В верхней части в красном поле изображён герб литовский, а именно скачущий на белом коне воин с поднятым вверх мечом. В нижней части, разрезанной перпендикулярной чертой, обозначены: в левом серебряном поле герб новгородский — малинового цвета стул, на котором положены крестообразно державный жезл и длинный крест, над стулом тройной подсвечник с горящими свечами, по сторонам стула два чёрных медведя, стоящие на задних лапах; в правом поле голубого цвета серебряный крест, имеющий в середине чёрного двуглавого орла. Щит покрыт мантией и шапкой, принадлежащих княжескому достоинству.

#### Гербовник В. А. Дурасова
Древний родовой герб князей Голицыных: щит разделён двумя перпендикулярными линиями на четыре части. В первой части герб королевства Польского: в червлёном поле белый одноглавый орёл с распростёртыми крыльями с золотой королевской короной на голове. Во второй части, герб Новгорода Великого: в серебряном поле золотой стул с червлёной подушкой, на которой крестообразно поставлены державный жезл и длинный крест, над стулом тройной подсвечник с горящими свечами, по сторонам стула два чёрных медведя, стоящие задними лапами на золотой решётке, внизу которой видны две серебряные рыбы, плавающие в лазурной реке. В третьей части — герб Вишневец: в червлёном поле серебряный крест, упирающийся на золотой полумесяц, обращенный рогами вниз, под которым шестиугольная звезда (польский герб Корибут). В четвёртой части, в лазоревом поле, серебряный крест с рассечёнными концами, имеющий в середине малый серебряный щиток, на нём чёрный двуглавый орёл. Среди герба малый щиток, на нём герб Великого княжества Литовского: в обрамленном поле скачущий на белом коне рыцарь в серебряных латах, держащий в левой руке серебряный щит, на котором червлёный восьмиконечный крест. а в правой поднятый руке меч (герб Погоня). Щит покрыт княжеской мантией и российской княжеской шапкой.

## Геральдика
Время появления герба у князей Голицыных, историк С. Н. Тройницкий определил — не позже (10 августа 1684).
Обер-камергер князь Александр Михайлович и бригадир князь Николай Михайлович Голицыны подали прошение (апрель 1790) о внесении их в дворянскую родословную книгу Московской губернии. Из прошения следовало, что новгородская эмблема использовалась в гербе князей Голицыных по двум причинам: как указание на происхождение «от древних великих российских князей, которые от новгородских же великих князей начало своё приемлют» и как символ того, что их предок, живший в первой половине XIV века князь Наримунд «великой частью новгородского великого княжения владел». Вторая причина более обоснована исторически, поскольку князь Наримунд действительно получил в кормление Ладожскую, Ореховецкую и Карельскую волости в Новгороде. Первая же причина, которая возводит князей Голицыных к Рюриковичам, является отражением популярного в XVIII веке, но совершенно ошибочного мнения о том, что их предок князь литовский Гедемин находился в десятом поколении от князя киевского Владимира Святого. Прошение растолковывало также смысл третьей части герба. Выяснилось, что первоначально в ней, вместо двуглавого орла, изображался одноглавый, который трактовался, как герб Польского королевства и указывал на то, что «многие из литовских князей, предков наших, были королями польскими». Использование креста князья Голицыны объяснить не смогли. С. Н. Тройницкий, в свою очередь, идентифицировал изображение креста в третьей части, как герб Волынского воеводства, но признал причины его появления неясными, отметив, что князем волынским являлся Любарт, брат Наримунда, то есть не прямой предок князей Голицыных. При внесении герба князей Голицыных в ОГДР, одноглавый орел был заменен на двуглавого, что сделало символику эмблемы герба еще более туманной.
В варианте герба князей Голицыных (1790) были использованы щитодержатели — два медведя, заимствованные из новгородского герба, но в утвержденною версию они не вошли, хотя долгое время употреблялись на экслибрисах и надгробиях членов рода. Известны случаи употребления других щитодержателей, в частности — одноглавых орлов, которые находились на не сохранившихся до настоящего времени воротах имения Кузьминки.
В XVIII—XIX веках бытовали варианты герба князей Голицыных с девизами: «За веру и верность» (девиз ордена Святого Андрея Первозванного), «Прямо и дальше», «Живу одним и для него», «В верности непоколебим».
Отмечены соединённые гербы
- герб князей Голицыных с гербом князей Гагариных.
- герб князей Голицыных с гербом князей Долгоруковых.
- герб князей Голицыных с гербом баронов Строгановых.
- герб князей Голицыных с гербом князей Прозоровских.
- герб князей Голицыных вошел в герб графов Остерманов.

## Известные представители рода Голицыных
- Голицын, Александр Александрович (1908—2005) — арт-директор
- Голицын, Александр Борисович (1792—1865 или 1860) — действительный статский советник, саратовский губернатор в 1826—1830 гг., владимирский губернский предводитель дворянства, сын генерала Б. А. Голицына.
- Голицын, Александр Дмитриевич (1874—1957) — общественный деятель и политик, один из основателей «Союза 17 октября», член Государственной думы от Харьковской губернии.
- Голицын, Александр Михайлович (1718—1783) — генерал-фельдмаршал; генерал-губернатор Санкт-Петербурга в 1780—1783
- Голицын, Александр Михайлович (1723—1807) — вице-канцлер, вице-президент Коллегии иностранных дел, сенатор.
- Голицын, Александр Николаевич (1773—1844) — государственный деятель.
- Голицын, Александр Юрьевич (род. 1948) — епископ Православной церкви в Америке, епископ Толедский и Болгарский.
- Голицын, Алексей Борисович (1732—1792) — генерал-майор, масон, первый русский мартинист; брат князя В. Б. Голицына.
- Голицын, Алексей Васильевич (1665—1740) — боярин. С 28.04.1680 — стольник Петра I. Ст. сын Василия Васильевича
- Голицын, Алексей Дмитриевич (1697—1768) — сенатор.
- Голицын, Андрей Борисович (1791—1861) — генерал-майор, известный мистик, сын генерала Б. А. Голицына.
- Голицын, Андрей Андреевич (?—1638) — боярин, судья Владимирского судного приказа.
- Голицын, Андрей Иванович Скуриха (?—1607) — боярин 1-й воевода города Дедилов в 1588 году.
- Голицын, Андрей Иванович (?—1703) — боярин, воевода.
- Голицын, Андрей Кириллович (1932—2023) — предводитель РДС, общественный деятель.
- Голицын, Андрей Михайлович (1792—1863) — государственный деятель Российской империи, генерал от инфантерии. Губернатор Тульской губернии и белорусский генерал-губернатор.
- Голицын, Борис Александрович (1880—1947) — общественный и политический деятель, член Государственной думы от Владимирской губернии.
- Голицын, Борис Алексеевич (1654—1714) — политик времён царевны Софьи и Петра Великого, руководитель Приказа Казанского дворца, воспитатель юного Петра I («дядька царя»)
- Голицын, Борис Андреевич (1766—1822) — русский командир во время наполеоновских войн, генерал-лейтенант.
- Голицын, Борис Борисович (1862—1916) — русский физик, геофизик, один из основоположников сейсмологии, изобретатель первого электромагнитного сейсмографа (1906), академик Петербургской Академии наук (1908), представитель рода Голицыных, внук Н. Б. Голицына и Г. Г. Кушелева.
- Голицын, Борис Владимирович (1769—1813) — русский командир эпохи наполеоновских войн, генерал-лейтенант, владелец подмосковной усадьбы Вязёмы
- Голицын, Борис Дмитриевич (1819—1878) — генерал-лейтенант.
- Голицын, Валерьян Михайлович (1803—1859) — декабрист.
- Голицын, Василий Васильевич (1572—1619) — полководец и видный деятель Смутного времени.
- Голицын, Василий Васильевич (1643—1714) — воевода. Министр царевны Софьи Алексеевны.
- Голицын, Василий Дмитриевич (1857—1926) — последний директор Румянцевского музея.
- Голицын, Василий Петрович (1800—1863) — действительный статский советник, Харьковский губернский предводитель дворянства.
- Голицын, Василий Сергеевич (1794—1836) — автор путевых заметок.
- Голицын, Владимир Борисович (1731—1798) — дипломат и военный (отставной бригадир)
- Голицын, Владимир Васильевич (1878—1919) — русский военачальник, генерал-лейтенант. Участник Белого движения на Дону и в Сибири. Участник Ледяного похода Добровольческой армии.
- Голицын, Владимир Дмитриевич (1815—1888) — генерал-адъютант, генерал от кавалерии, обер-шталмейстер императорского двора, участник Кавказской войны.
- Голицын, Владимир Михайлович (1847—1932) — московский градоначальник.
- Голицын, Владимир Михайлович (1901—1943) — русский советский художник.
- Голицын, Владимир Сергеевич (1794—1861) — сенатор, писатель, сын С. Ф. Голицына.
- Голицын, Георгий Сергеевич (род. 1935) — геофизик, академик РАН
- Голицын, Григорий Сергеевич (1779—1848) — пензенский губернатор, сенатор, сын С. Ф. Голицына.
- Голицын, Григорий Сергеевич (1838—1907) — генерал от инфантерии, военный губернатор Уральской области, командующий Кавказским военным округом.
- Голицын, Дмитрий Алексеевич (1734—1803) — русский дипломат, полковник, действительный тайный советник, камергер, посол, химик, минералог, вулканолог.
- Голицын, Дмитрий Алексеевич (? — 1671) — стольник царя Алексея Михайловича.
- Голицын, Дмитрий Борисович (1850—1920) — генерал-адъютант свиты Его Императорского Величества Александра III, затем Николая II, начальник Императорской охоты.
- Голицын, Дмитрий Владимирович (1771—1844) — генерал-губернатор Москвы
- Голицын, Дмитрий Дмитриевич — католический миссионер в Америке (1770—1840)
- Голицын, Дмитрий Михайлович (1665) — русский государственный деятель (1665—1737).
- Голицын, Дмитрий Михайлович (1721) — действительный тайный советник, камергер и полномочный при римском императорском дворе министр.
- Голицын, Дмитрий Михайлович (1735—1771) — полковник.
- Голицын, Иван Васильевич — стольник при царе Борисе
- Голицын, Иван Юрьевич (? — 1583) — боярин и воевода
- Голицын, Илларион Владимирович (1928—2007) — русский художник
- Голицын, Константин Александрович (1893—1931) — участник Белого движения.
- Голицын, Лев Сергеевич (1845—1915) — главный винодел Удельных имений Крыма и Кавказа.
- Голицын, Михаил Александрович (1804—1860) — дипломат и библиофил.
- Голицын, Михаил Алексеевич (1687—1775) — шут императрицы Анны Иоанновны.
- Голицын, Михаил Андреевич (воевода) (1639—1687) — воевода.
- Голицын, Михаил Андреевич (1765) (1765—1812) — гофмейстер, владелец усадьбы в Голуни.
- Голицын, Михаил Михайлович Старший (1675—1730) — генерал-фельдмаршал.
- Голицын, Михаил Михайлович Младший (1684—1764) — генерал-адмирал, президент Адмиралтейств-коллегии.
- Голицын, Михаил Николаевич (1757—1827) — ярославский губернатор, владелец усадьбы Карабиха.
- Голицын, Михаил Фёдорович (1800—1873) — попечитель Голицынской больницы.
- Голицын, Николай Борисович (1794—1866) — меценат, покровитель Людвига ван Бетховена, сын генерала Б. А. Голицына
- Голицын, Николай Дмитриевич — последний председатель Совета Министров царской России.
- Голицын, Николай Николаевич (1836—1893) — библиограф, подольский вице-губернатор, редактор «Варшавского дневника».
- Голицын, Николай Михайлович (1727—1787) — обер-гофмаршал и тайный советник.
- Голицын, Николай Сергеевич (1809—1892) — военный историк, генерал от инфантерии.
- Голицын, Пётр Алексеевич (1660—1722) — государственный деятель эпохи Петра I, сенатор, архангелогородский, рижский, киевский губернатор, президент Коммерц-коллегии.
- Голицын, Пётр Алексеевич (1731—1810) — государственный деятель, обер-егермейстер, сенатор, действительный камергер.
- Голицын, Пётр Михайлович (1702—1760) — камергер, генерал-поручик, шталмейстер двора. Сын генерал-фельдмаршала М. М. Голицына
- Голицын, Пётр Михайлович (1738—1775) — один из главных военачальников, участвовавших в подавлении Пугачёвского восстания.
- Голицын, Пётр Яковлевич (1719—1767) — генерал-майор.
- Голицын, Сергей Алексеевич (1694—1758) — московский губернатор в 1753—1756 гг.
- Голицын, Сергей Григорьевич (1803—1868) — меломан, писатель.
- Голицын, Сергей Дмитриевич (1696—1738) — губернатор Казанской губернии.
- Голицын, Сергей Иванович (1767—1831) — писатель-переводчик.
- Голицын, Сергей Михайлович (1909) (1909—1989) — советский детский и юношеский писатель, автор «Записок уцелевшего».
- Голицын, Сергей Михайлович (1774—1859) — придворный.
- Голицын, Сергей Михайлович (1843—1915) — обер-егермейстер, полковник армии Российской империи, общественный деятель.
- Голицын, Сергей Павлович (1815—1888) — генерал-адъютант, деятель крестьянской реформы.
- Голицын, Сергей Сергеевич (1783) (1783—1833) — российский командир эпохи наполеоновских войн, генерал-майор, масон, композитор и певец-любитель, сын С. Ф. Голицына.
- Голицын, Сергей Сергеевич (1805—1868) — генерал-лейтенант, награждённый золотой саблей «За храбрость».
- Голицын, Сергей Фёдорович (1749—1810) — российский военачальник эпохи Екатерины II, генерал от инфантерии.
- Голицын, Фёдор Николаевич (1751—1827) — куратор Московского университета.
- Голицын, Фёдор Григорьевич (1819—1887) — харьковский губернский предводитель дворянства, камергер и действительный статский советник, композитор-дилетант.
- Голицын, Эммануил Владимирович (1918—2002) — пилот британских королевских ВВС, во время Битвы за Британию проведший самый «высотный» воздушный бой.
- Голицын, Юрий Николаевич (1823—1872) — известный дирижёр.

Голицына:
- Голицына, Авдотья Ивановна, ур. Измайлова (1780—1850) — «Princesse Nocturne», знакомая Пушкина
- Голицына, Анастасия Петровна, ур. Прозоровская (1665—1729) — статс-дама, княгиня-игуменья всепьянейшего собора
- Голицына, Варвара Васильевна, ур. Энгельгардт (1752—1815) — фрейлина, переводчица
- Голицына, Екатерина Дмитриевна, ур. Кантемир (1720—1761) — статс-дама
- Голицына, Елена Александровна (1785—1855) — фрейлина
- Голицына, Ирен (1916—2006) — знаменитый итальянский модельер.
- Голицына, Наталья Петровна, ур. Чернышёва (1741—1837) — мать московского губернатора Д. В. Голицына.

## Родственные связи с Царствующими Домами
- Князь Андрей Андреевич Голицын — потомок Ивана III и Софьи Палеолог по материнской и отцовской линиям: его мать Анна Ивановна Бельская — правнучка младшей сестры Василия III, Евдокии, а отец — пра-правнук Евдокии, внук Ивана Мстиславского. Следовательно, весь последующий род Голицыных продолжается от двоюродной сестры Ивана Грозного, Анастасии Петровны.
- Прадед князя Михаила Голицына, князь Юрий Патрикеевич, женат на княжне Анне (по другим данным Марии), дочери великого московского князя Василия I Дмитриевича и таким образом Михаил Голица и Иван Грозный были четвероюродными братьями.
- Княжна Евдокия Ивановна Голицына — внучка князя Михаила Голицы, жена боярина Александра Никитича Романова (брата патриарха Филарета), т.е являлась тёткой царя Михаила Фёдоровича.
- Княгиня Ксения Ивановна — жена князя Ивана Андреевича Голицына, была сестрой боярина Бориса Ивановича Морозова, женатого на Анне Ильиничне Милославской, сестре царицы Марии Ильиничны, жены царя Алексея Михайловича. Это родство пагубно отразилось на судьбе их сына, князя Андрея Ивановича Голицына, так как Пётр I не любил Милославских.
- Княжна Прасковья Дмитриевна — племянница воспитателя Петра I, князя Бориса Алексеевича Голицына, была в первом браке за Фёдором Кирилловичем Нарышкиным, братом царицы Натальи Кирилловны и приходилась, таким образом, тёткой Петру I. Во втором браке она вышла за князя Аникиту Ивановича Репнина и стала родоначальницей всех последующих Репниных.
- Князь Василий Петрович — женат на Наталье Мартемьяновне Нарышкиной, дочери боярина Мартемьяна Кирилловича и княжны Евдокии Васильевны Сибирской, тётке последнего касимовского царя Василия Ивановича († 1715), потомка Кучума. Княгиня Наталья Мартемьяновна приходилась родной племянницей царице Наталье Кирилловны и двоюродной сестрой Петру I.
- Татьяна Алексеевна Голицына (1702—1724[источник не указан 1141 день]) — дочь князя Алексея Борисовича Голицына, замужем за близким стольником Абрамом Фёдоровичем Лопухиным († 1718) и приходилась тёткой царевичу Алексею Петровичу.
- Князья Голицыны и их однородцы князья Куракины через Лопухиных — царевича Алексея Петровича и его сына императора Петра II — оказались в близком свойстве с императором Римской империи[12].

## Комментарии
1. ↑  Например: «Шутники XIX века уверяли, что из десяти человек, прогуливающихся по Невскому проспекту или по набережным, всегда найдется хотя бы один князь Голицын»[4].
2. ↑  В связи с присутствием имён, связанных с тюркскими прозвищами — Булгак, Едиман, Нариман, Курака — известный востоковед Н. А. Баскаков высказал предположение, что Голицыны имели тюркское происхождение, может быть, даже от булгар, бежавших от монгольского нашествия вначале в Литву, а затем вышедших на Русь[источник не указан 1088 дней]. Но данная точка зрения большинством историков не рассматривается[источник не указан 1088 дней].